# Saison 1989-1990 de l'AS Saint-Étienne
Chronologie
Saison précédente Saison suivante
Cette page présente la saison 1989-1990 de l'AS Saint-Étienne. Le club évolue en Division 1 et en Coupe de France.

## Résumé de la saison
- Après une saison difficile, les Verts vont rester dans le ventre mou du classement jusqu'à descendre à la 15e place au classement en fin de saison
- Le bon parcours en Coupe de France cette année explique peut-être le glissement en fin de saison en championnat. Les Verts se hissent jusqu'en demi-finale de la compétition en perdant 2-1 à Geoffroy-Guichard contre Montpellier, ce qui coûtera son poste à Robert Herbin
- Le meilleur buteur de la saison est Rob Witschge avec un total de 12 buts toutes compétitions confondues. C'est un international néerlandais arrivé cette saison.
- Au niveau des mouvements de joueurs, peu de changements. On note principalement l'arrivée d'Yvon Pouliquen et Rob Witschge. Côté départs, on relève celui de Jean Castaneda, et Patrice Garande.

## Équipe professionnelle

### Transferts
2 joueurs qui ont joué la saison dernière en pro n'ont joué cette année qu'en équipe réserve. Il s'agit de Thierry Roumazeilles et Serge Recordier. 
Gilbert Ceccarelli est formé au club, mais a été prêté plusieurs saisons à Bastia avant de revenir pour cette nouvelle saison.
| Nom                | Nationalité | Poste     | Transfert   | Provenance/Destination | Division   |
| ------------------ | ----------- | --------- | ----------- | ---------------------- | ---------- |
| Arrivées           |             |           |             |                        |            |
| Gilbert Ceccarelli |             | Gardien   | Retour prêt | SC Bastia              | Division 2 |
| Christophe Pignol  |             | Défenseur | -           | Formé au club          | -          |
| Gérard Placide     |             | Défenseur | -           | Formé au club          | -          |
| Yvon Pouliquen     |             | Milieu    | Transfert   | Laval                  | Division 2 |
| Bernard Mendy      |             | Milieu    | -           | Formé au club          | -          |
| Rob Witschge       |             | Attaquant | Transfert   | Ajax Amsterdam         | Pays-Bas   |
| Philippe Cuervo    |             | Attaquant | -           | Formé au club          | -          |
| Départs            |             |           |             |                        |            |
| Jean Castaneda     |             | Gardien   | Transfert   | Marseille              | Division 1 |
| Farid Bououden     |             | Défenseur | Transfert   | FC Bourges             | Division 3 |
| Pierre Morice      |             | Milieu    | Transfert   | Niort                  | Division 2 |
| Pascal Françoise   |             | Milieu    | Transfert   | Le Havre AC            | Division 2 |
| Patrice Garande    |             | Attaquant | Transfert   | RC Lens                | Division 2 |
| Jean-Marc Authié   |             | Attaquant | Transfert   | Le Puy                 | Division 3 |

### Championnat

#### Matchs allers
| Date       | N o | Adversaire               | Lieu | Résultat | Buteurs pour Saint-Étienne                       | Points | Classement |
| ---------- | --- | ------------------------ | ---- | -------- | ------------------------------------------------ | ------ | ---------- |
| 22/07/1989 | J01 | SC Toulon                | Ext. | 2 - 0    | -                                                | 0      | 17         |
| 29/07/1989 | J02 | SM Caen                  | Ext. | 3 - 2    | Tibeuf 4e, Witschge 88e                          | 0      | 20         |
| 02/08/1989 | J03 | Brest                    | Dom. | 2 - 0    | Mendy E. 63e 88e                                 | 2      | 15         |
| 05/08/1989 | J04 | AS Monaco                | Ext. | 0 – 0    | -                                                | 3      | 15         |
| 12/08/1989 | J05 | Paris SG                 | Dom. | 1 - 2    | Witschge 46e                                     | 3      | 16         |
| 19/08/1989 | J06 | FC Girondins de Bordeaux | Ext. | 1 – 0    | -                                                | 3      | 18         |
| 26/08/1989 | J07 | AS Cannes                | Dom. | 1 - 0    | Mendy E. 45e                                     | 5      | 16         |
| 29/08/1989 | J08 | FC Mulhouse              | Ext. | 1 - 2    | Mendy E. 60e 63e                                 | 7      | 12         |
| 09/09/1989 | J09 | Lyon                     | Dom. | 1 - 0    | Gros 72e                                         | 9      | 10         |
| 16/09/1989 | J10 | Olympique de Marseille   | Ext. | 2 – 0    | -                                                | 9      | 13         |
| 23/09/1989 | J11 | AJ Auxerre               | Dom. | 4 - 1    | Witschge 16e 38e, Mendy E. 44e, Darras 49e (csc) | 11     | 7          |
| 30/09/1989 | J12 | FC Nantes                | Ext. | 2 – 0    | -                                                | 11     | 12         |
| 04/10/1989 | J13 | Toulouse FC              | Dom. | 0 - 3    | -                                                | 11     | 16         |
| 14/10/1989 | J14 | OGC Nice                 | Ext. | 1 - 3    | Witschge 13e, Tibeuf 78e, Mendy B. 90e           | 13     | 11         |
| 21/10/1989 | J15 | FC Metz                  | Dom. | 4 - 3    | Fournier 4e, Tibeuf 23e, Haon 38e, Mendy E. 56e  | 15     | 8          |
| 28/10/1989 | J16 | Montpellier PSC          | Ext. | 3 – 3    | Tibeuf 10e 22e, Witschge 75e                     | 16     | 7          |
| 04/11/1989 | J17 | Matra Racing             | Dom. | 0 - 1    | -                                                | 16     | 12         |
| 08/11/1989 | J18 | FC Sochaux               | Ext. | 2 - 3    | Witschge 3e, Tibeuf 6e, Fournier 81e             | 18     | 10         |
| 11/11/1989 | J19 | Lille                    | Dom. | 2 - 1    | Tibeuf 59e 81e                                   | 20     | 8          |

#### Matchs retours
| Date       | N o | Adversaire               | Lieu | Résultat | Buteurs pour Saint-Étienne         | Points | Classement |
| ---------- | --- | ------------------------ | ---- | -------- | ---------------------------------- | ------ | ---------- |
| 25/11/1989 | J20 | SM Caen                  | Dom. | 0 – 0    | -                                  | 21     | 8          |
| 03/12/1989 | J21 | Brest                    | Ext. | 0 – 0    | -                                  | 22     | 7          |
| 09/12/1989 | J22 | AS Monaco                | Dom. | 0 - 2    | -                                  | 22     | 8          |
| 17/12/1989 | J23 | Paris SG                 | Ext. | 2 - 0    | -                                  | 22     | 9          |
| 04/02/1990 | J24 | FC Girondins de Bordeaux | Dom. | 1 – 1    | Witschge 55e                       | 23     | 10         |
| 09/02/1990 | J25 | AS Cannes                | Ext. | 0 – 0    | -                                  | 24     | 9          |
| 21/02/1990 | J26 | FC Mulhouse              | Dom. | 3 - 0    | Fournier 47e, Gros 51e, Tibeuf 59e | 26     | 8          |
| 25/02/1990 | J27 | Lyon                     | Ext. | 0 – 0    | -                                  | 27     | 8          |
| 25/04/1990 | J28 | Olympique de Marseille   | Dom. | 0 – 0    | -                                  | 33     | 10         |
| 15/03/1990 | J29 | AJ Auxerre               | Ext. | 2 – 1    | Mendy E. 65e                       | 27     | 12         |
| 24/03/1990 | J30 | FC Nantes                | Dom. | 0 – 0    | -                                  | 28     | 13         |
| 31/03/1990 | J31 | Toulouse FC              | Ext. | 1 – 1    | Giuliano 19e                       | 29     | 11         |
| 07/04/1990 | J32 | OGC Nice                 | Dom. | 0 – 0    | -                                  | 30     | 12         |
| 04/04/1990 | J33 | FC Metz                  | Ext. | 1 – 0    | -                                  | 30     | 12         |
| 21/04/1990 | J34 | Montpellier HSC          | Dom. | 1 - 0    | Courault 63e                       | 32     | 12         |
| 28/04/1990 | J35 | Matra Racing             | Ext. | 3 - 0    | -                                  | 33     | 12         |
| 05/05/1990 | J36 | FC Sochaux               | Dom. | 0 - 2    | -                                  | 33     | 13         |
| 12/05/1990 | J37 | Lille                    | Ext. | 2 – 2    | Fournier 47e, Witschge 48e         | 34     | 13         |
| 19/05/1990 | J38 | SC Toulon                | Dom. | 1 - 2    | Tibeuf 14e                         | 34     | 15         |

### Classement final
Victoire à 2 points.
| Rang | Équipe                   | Pts | J  | G  | N  | P  | Bp | Bc | Diff |
| ---- | ------------------------ | --- | -- | -- | -- | -- | -- | -- | ---- |
| 1    | Olympique de Marseille T | 53  | 38 | 22 | 9  | 7  | 75 | 34 | +41  |
| 2    | Girondins de Bordeaux    | 51  | 38 | 22 | 7  | 9  | 51 | 25 | +26  |
| 3    | AS Monaco                | 46  | 38 | 15 | 16 | 7  | 38 | 24 | +14  |
| 4    | FC Sochaux               | 43  | 38 | 17 | 9  | 12 | 46 | 39 | +7   |
| 5    | Paris SG                 | 42  | 38 | 18 | 6  | 14 | 50 | 48 | +2   |
| 6    | AJ Auxerre               | 41  | 38 | 14 | 13 | 11 | 49 | 40 | +9   |
| 7    | FC Nantes                | 40  | 38 | 13 | 14 | 11 | 42 | 34 | +8   |
| 8    | Olympique lyonnais P     | 39  | 38 | 14 | 11 | 13 | 43 | 41 | +2   |
| 9    | Toulouse FC              | 38  | 38 | 13 | 12 | 13 | 39 | 39 | 0    |
| 10   | Brest Armorique FC P     | 38  | 38 | 15 | 8  | 15 | 39 | 44 | -5   |
| 11   | AS Cannes                | 36  | 38 | 12 | 12 | 14 | 44 | 50 | -6   |
| 12   | Sporting Toulon Var      | 35  | 38 | 12 | 11 | 15 | 35 | 50 | -15  |
| 13   | Montpellier HSC C        | 34  | 38 | 12 | 10 | 16 | 49 | 48 | +1   |
| 14   | FC Metz                  | 34  | 38 | 8  | 18 | 12 | 33 | 36 | -3   |
| 15   | AS Saint-Étienne         | 34  | 38 | 11 | 12 | 15 | 38 | 46 | -8   |
| 16   | SM Caen                  | 34  | 38 | 12 | 10 | 16 | 34 | 48 | -14  |
| 17   | Lille OSC                | 33  | 38 | 12 | 9  | 17 | 43 | 52 | -9   |
| 18   | OGC Nice                 | 31  | 38 | 9  | 13 | 16 | 34 | 48 | -14  |
| 19   | Racing Paris 1           | 30  | 38 | 10 | 10 | 18 | 39 | 59 | -20  |
| 20   | FC Mulhouse P            | 28  | 38 | 9  | 10 | 19 | 42 | 58 | -16  |

| Légende : Qualifications et relégations | Légende : Qualifications et relégations                                                    |
| --------------------------------------- | ------------------------------------------------------------------------------------------ |
|                                         | Coupe des clubs champions 1990-1991 (Premier tour)                                         |
|                                         | Coupe des Coupes 1990-1991 (Premier tour)                                                  |
|                                         | Coupe UEFA 1990-1991 (Trente-deuxièmes de finale)                                          |
|                                         | Relégation en Division 2                                                                   |
|                                         | T : Tenant du titre 1988-1989 C : Vainqueurs de la Coupe de France P : Promus en 1988-1989 |

- Le Racing Paris 1 et le FC Mulhouse sont directement relégués, remplacés par Nancy et Rennes. L'OGC Nice se maintient en remportant le barrage contre le RC Strasbourg.

### Coupe de France

#### Tableau récapitulatif des matchs
| Date       | N o             | Adversaire      | Lieu                                   | Résultat        | Buteurs pour Saint-Étienne                 | Suite     |
| ---------- | --------------- | --------------- | -------------------------------------- | --------------- | ------------------------------------------ | --------- |
| 14/02/1990 | 32e de finale   | Angoulême       | Stadium de Brive, Brive-la-Gaillarde   | 1 - 2           | Mendy E. 26e, Witschge 87e (pen.)          | Qualifiés |
| 10/03/1990 | 16e de finale   | Chaumont        | Stade Geoffroy-Guichard, Saint-Étienne | 1 - 0           | Witschge 52e                               | Qualifiés |
| 04/04/1990 | 8e de finale    | Valenciennes    | Stade Nungesser, Valenciennes          | 3 - 4 (ap)      | Haon 37e 110e, Mendy E. 64e, Fournier 112e | Qualifiés |
| 02/05/1990 | Quart de finale | Mulhouse        | Stade de l'Ill, Mulhouse               | 2 - 2 (tab 6-7) | Witschge 81e, Mendy E. 94e                 | Qualifiés |
| 26/05/1990 | Demi-finale     | Montpellier HSC | Stade Geoffroy-Guichard, Saint-Étienne | 0 - 1           | -                                          | Éliminés  |

### Statistiques

#### Équipe-type
| \| Beaufreton Geiger Sivebæk Gros Deguerville Pouliquen Fournier Haon Witschge Tibeuf Mendy \| Équipe-type de la saison 1989-1990 |
| Beaufreton Geiger Sivebæk Gros Deguerville Pouliquen Fournier Haon Witschge Tibeuf Mendy                                          |

#### Buteurs
| Place | Nom              | Division 1 | Coupe de France | TOTAL des BUTS |
| 1     | Rob Witschge     | 9 buts     | 3 buts          | 12 buts        |
| 2     | Etienne Mendy    | 8 buts     | 3 buts          | 11 buts        |
| 3     | Philippe Tibeuf  | 10 buts    | -               | 10 buts        |
| 4     | Laurent Fournier | 4 buts     | 1 but           | 5 buts         |
| 5     | Pierre Haon      | 1 but      | 2 buts          | 3 buts         |
| 6     | Thierry Gros     | 2 buts     | -               | 2 buts         |
| 7     | Bernard Mendy    | 1 but      | -               | 1 but          |
| 7     | Thierry Courault | 1 but      | -               | 1 but          |
| 7     | Gilles Giuliano  | 1 but      | -               | 1 but          |
| #     | contre son camp  | 1 but      | -               | 1 but          |
| Total | 10 buteurs       | 38 buts    | 9 buts          | 47 buts        |

Date de mise à jour : le 10 mars 2016.

#### Statistiques cartons  jaunes
| Place | Nom                   | Division 1 | Coupe de France | TOTAL des CARTONS JAUNES |
| 1     | Philippe Tibeuf       | 5 cartons  | -               | 5 cartons                |
| 1     | Laurent Fournier      | 4 cartons  | 1 carton        | 5 cartons                |
| 1     | Thierry Courault      | 4 cartons  | 1 carton        | 5 cartons                |
| 4     | Etienne Mendy         | 3 cartons  | 1 carton        | 4 cartons                |
| 4     | Yvon Pouliquen        | 3 cartons  | 1 carton        | 4 cartons                |
| 6     | John Sivebæk          | 3 cartons  | -               | 3 cartons                |
| 6     | Rob Witschge          | 3 cartons  | -               | 3 cartons                |
| 8     | Alain Geiger          | 2 cartons  | -               | 2 cartons                |
| 9     | Pierre Haon           | 1 carton   | -               | 1 carton                 |
| 9     | Jean-Philippe Primard | 1 carton   | -               | 1 carton                 |
| 9     | Thierry Gros          | 1 carton   | -               | 1 carton                 |
| 9     | Philippe Durieu       | 1 carton   | -               | 1 carton                 |
| Total | 12 joueurs            | 31 cartons | 4 cartons       | 35 cartons               |

Date de mise à jour : le 10 mars 2016.

#### Statistiques cartons  rouges
| Place | Nom              | Division 1 | Coupe de France | TOTAL des CARTONS ROUGES |
| 1     | Thierry Courault | 1 carton   | -               | 1 carton                 |
| Total | 1 joueur         | 1 carton   | -               | 1 carton                 |

Date de mise à jour : le 10 mars 2016.

#### Affluences
352 410 spectateurs ont assisté à une rencontre au stade cette saison, soit une moyenne de 16 781 par match. 
En championnat uniquement, la moyenne est de 16 340 sur les 19 rencontres avec 310 467 spectateurs
21 rencontres ont eu lieu à Geoffroy-Guichard durant la saison.
Les 44 633 spectateurs contre Marseille constituent la 6e meilleure affluence depuis la création du stade Geoffroy-Guichard

Affluence de l'AS Saint-Étienne à domicile

### Équipe de France
Un stéphanois auront les honneurs de l’Equipe de France cette saison : Philippe Tibeuf (1 sélection)
| Joueurs         | Position  | Date       | Lieu     | Adversaire | Type rencontre | Score | Temps de jeu | Buts |
| Philippe Tibeuf | Attaquant | 28.03.1990 | Budapest | Hongrie    | Amical         | 1 - 3 | 63           | -    |